# Alberto de Luque
Vitalino Rodríguez Báez, más conocido como Alberto de Luque (Iturbe, Guairá - 12 de marzo de 1938 - 20 de abril de 2020) fue un cantante y compositor paraguayo. Además representó a Paraguay en la Décima versión del Festival de la Canción Iberoamericana, en 1981.

## Infancia y juventud
Nació en la compañía Candeamí de Iturbe, Guairá, hijo de Agustín Rodríguez y Juana Báez. Realizó sus estudios primarios en Asunción. A los 14 años parte a Buenos Aires donde conoce a los más grandes exponentes de la música paraguaya como Herminio Giménez, José Asunción Flores, Mauricio Cardozo Ocampo, entre otros. Además estudió teoría y solfeo en el Conservatorio López Buchardo.

## Trayectoria
En los años 60 viajó a Europa donde estudió en el Conservatorio de Música de Hamburgo, además realizó varias giras por Holanda, Inglaterra y Francia. Luego viaja a México donde participa en diversas presentaciones con el Trío los Panchos, Armando Manzanero, Marco Antonio Muñiz y otros. Luego se embarca nuevamente a recorrer los caminos de  Grecia, Irán e Israel.
En el año 1966 retorna a Paraguay, donde participa en el Primer Festival de la Canción, ganando en la categoría de Mejor Intérprete. Luego reinicia su gira por países extranjeros presentándose en Argentina, Colombia, Chile, Ecuador, Perú, Sudáfricay Kenia.
En 1973 es homenajeado en el Festival del lago de Ypacarai. En 1981 participa en la Décima versión del Festival de la Canción Iberoamericana, realizada en México, representando a Paraguay con la canción "Vos y Yo Seremos Todo", escrita por Humberto Rubín y musicalizada por Alberto de Luque, obteniendo el cuarto puesto.
Ganó el Festival de la Composición de Ypacarai en los años 1981 y 1985. En el año 1988, recibe el trofeo  “Récord de Oro Internacional” en la ciudad de Buenos Aires. En 1997 es condecorado por el Gobierno Nacional Paraguayo con el grado de Comendador. En el 2003 es homenajeado en el Festival América do Sul en Mato Grosso del Sur, Brasil.
A lo largo de su carrera musical ha grabado más de setenta discos con varias compañías internacionales y grandes exponentes de la música universal.

## Fallecimiento
Fallece el 20 de abril de 2020 a los 82 años de edad.

## Socorriendo a The Beatles
Alberto de Luque en una ocasión había ayudado a los aún no famosos The Beatles, que en ese tiempo tenían un contrato también con Polydor, quien por la falta de venta no le prestaba interés al grupo, y por esto deseaban romper contrato, así que decidieron acudir a Alberto, quien era amigo de Bobby Smith, que era el director artístico de la discográfica y coautor de varias obras de Alberto, este les facilitó el pedido rompiendo el contrato literalmente, en cuatro pedazos y se los entregó.

## Obras
Algunas de sus obras más difundidas son:
- Vos y Yo Seremos Todo.
- Así es mi Tierra.
- En Cualquier Primavera.
- Qué Linda es la Tierra Mía.
- Llora, Llora Urutaú.
- Descanza en Paz.
- Kyguá Vera.
- A mi Pueblo Iturbe.
- Tu Imagen Mamá.
- Ahama.
- Vergel Luqueño.

## Premios
- Festival de la Canción (Paraguay). 1966.
- Homenajeado en el Festival del lago de Ypacarai. 1973.
- Cuarto Puesto en el Festival de la Canción Iberoamericana (México). 1981.
- Festival de la Composición de Ypacarai. 1981.
- Festival de la Composición de Ypacarai. 1985.
- Récord de Oro Internacional (Argentina). 1988.
- Condecorado por el Gobierno Nacional Paraguayo con el grado de Comendador. 1997.
- Homenajeado en Festival América do Sul (Brasil). 2003.